# Condado de Alba de Yeltes
El condado de Alba de Yeltes es un título nobiliario español de carácter hereditario concedido por Felipe IV de España, el 2 de marzo de 1659, a Luis Nieto de Silva Gama y Melo, caballero de la Orden de Calatrava, regidor de Ciudad Rodrigo, gentilhombre  de cámara del rey Felipe IV de España y adelantado mayor de las Indias. Se trata de un título directamente relacionado con el marquesado de Cerralbo y con el emperador azteca Moctezuma II.

## Denominación
Su nombre hace referencia a la localidad de Alba de Yeltes, en la provincia de Salamanca.

## Condes de Alba de Yeltes
|                        | Titular                                                    | Periodo                |
| Creación por Felipe IV | Creación por Felipe IV                                     | Creación por Felipe IV |
| ---------------------- | ---------------------------------------------------------- | ---------------------- |
| I                      | Luis Nieto de Silva Gama y Melo                            | 1659-1664              |
| II                     | Fernando Nieto de Silva Pacheco y Ruiz de Contreras        | 1664-1695              |
| III                    | José Nieto de Silva y Guzmán                               | 1695-¿?                |
| IV                     | Isabel María Nieto de Silva Pacheco y Guzmán               | ¿?-1736                |
| V                      | María Manuela de Moctezuma Pacheco Nieto de Silva y Guzmán | 1736-1787              |
| VI                     | Manuel Vicente de Aguilera y Moctezuma Pacheco             | 1787-1798              |

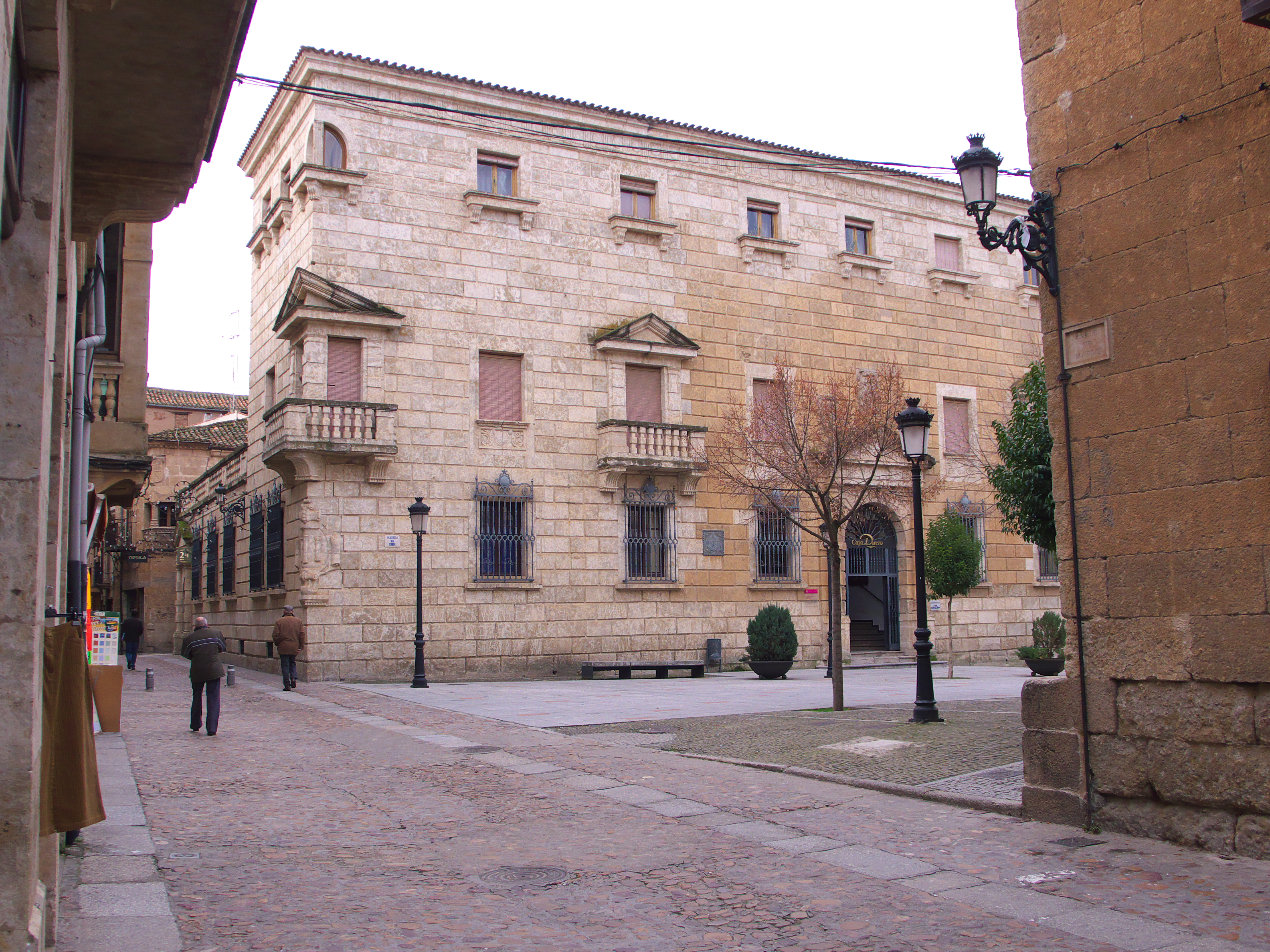
Palacio del conde de Alba de Yeltes en Ciudad Rodrigo

| VII                    | Manuel Isidoro de Aguilera Moctezuma-Pacheco y Galarza     | 1798-1802              |
| VIII                   | Fernando de Aguilera y Contreras                           | 1802-1838              |
| IX                     | José de Aguilera y Contreras                               | 1838-1872              |
| X                      | Agustín de Aguilera y Gamboa                               | 1876-1919              |
| XI                     | Gonzalo de Aguilera Munro                                  | 1919-1965              |
| XII                    | Marianela de la Trinidad de Aguilera y Lodeiro             | 1967-2022              |
| XIII                   | María Victoria Maíllo y de Aguilera                        | 2022-actual titular    |

- Luis Nieto de Silva Gama y Melo (Ciudad Rodrigo, ¿?-16 de abril de 1664), I conde de Alba de Yeltes,[1] vizconde de San Miguel, gentilhombre de cámara del rey Felipe IV, corregidor de Zamora,[3] regidor de Ciudad Rodrigo y caballero de la Orden de Calatrava en 1647. Era hijo de Félix Nieto de Silva, señor de Alba de Yeltes, caballero de la Orden de Santiago, y de su primera esposa Adriana de Gama Melo y Vasconcelos.[4] Del segundo matrimonio de su padre con Isabel de Saá y Coloma, nació Félix Nieto de Silva, II marqués de Tenebrón.[4]

Casó con María Magdalena Ruiz de Contreras, hija de Fernando de Fonseca Ruiz de Contreras y de María Felipa de Fonseca (m. 1669), II marquesa de la Lapilla. Le sucedió su hijo:
- Fernando Nieto de Silva Pacheco y Ruiz de Contreras (m. 1695), II conde de Alba de Yeltes[6] y VI marqués de Cerralbo.[7][5]

Casó con María de Guzmán. Le sucedió su hijo:
- José Nieto de Silva y Guzmán, III conde de Alba de Yelte y VII marqués de Cerralbo.[7]

Se casó, en 1706, con Juana de Mendoza Híjar y Sotomayor. Sin descendencia, le sucedió su hermana:
- Isabel María Nieto de Silva Pacheco y Guzmán o Isabel Nieto de Silva Pacheco y Guzmán o Isabel Nieto de Silva y Guzmán (m. Salamanca, 19 de agosto de 1736), IV condesa de Alba de Yeltes, VIII marquesa de Cerralbo,[7] IX marquesa de Flores Dávila y V condesa de Villalobos.

Contrajo matrimonio en 1707 con Francisco de Moctezuma de Torres Carvajal y Monroy, de Moctezuma Torres y Carvajal o de Moctezuma y Torres (baut. Cáceres, 28 de agosto de 1691). Le sucedió su hija.
- María Manuela de Moctezuma Pacheco Nieto de Silva y Guzmán (m. Salamanca, 6 de junio de 1787), V condesa de Alba de Yeltes,[10] X marquesa de Cerralbo,[7] grande de España, V marquesa de Almarza,[10] XI marquesa de Flores Dávila y VII condesa de Villalobos.[8]

Contrajo matrimonio, el 12 de septiembre de 1731, con su primo hermano, Francisco Ventura de Orense Moctezuma, IV vizconde de Amaya, hijo de Juan Manuel Orense del Castillo, III vizconde de Amaya, y de María Isabel de Moctezuma, I marquesa de la Liseda. Le sucedió su sobrino, hijo de su hermana Ana María y de su esposo, Tomás de Aguilera y Luján, III conde de Casasola del Campo, y de María Antonia Orense del Castillo:
- Manuel Vicente de Aguilera y Moctezuma Pacheco (Salamanca, 2 de junio de 1741-Navalcarnero, 1 de diciembre de 1798),[12] VI conde de Alba de Yeltes,[11] XII marqués de Cerralbo,[7] grande de España, VII marqués de Almarza, XII marqués de Flores Dávila, V conde de Casasola del Campo, IX conde de Villalobos y caballero de la Orden de Carlos III.[11][8]

Contrajo matrimonio, el 2 de febrero de 1760 en Madrid, con María Cayetana de Galarza y Brizuela (Madrid, 18 de diciembre de 1741-Madrid, 18 de abril de 1806), VI condesa de Peñalva. VII condesa de Foncalada, condesa de Fuenrubia, III condesa de la Oliva de Gaytán, dama de la Orden de las Damas Nobles de la Reina María Luisa y académica de la Real Academia Latina Matritense. Era hija de Francisco Fernando José de Galarza y Suárez de Toledo, III conde la Oliva de Gaytán, y de María Manuela de Brizuela y Osorio Velasco y Guadalfajara, condesa Fuenrubia. Le sucedió su hijo:
- Manuel Isidoro de Aguilera Moctezuma-Pacheco y Galarza (Talavera de la Reina, 2 de enero de 1762-Valencia, 3 de diciembre de 1802), VII conde de Alba de Yeltes,[11] XIII marqués de Cerralbo, grande de España,[7] VIII marqués de Almarza, XIII marqués de Flores Dávila,[11] V conde de Casasola del Campo, VIII conde de Foncalada, conde de Fuenrubia,[14]  VII conde de Peñalva, X conde de Villalobos[11] y sumiller de corps del futuro rey Fernando VII.[12]

Casó, el 22 de abril de 1780 en Madrid, con María Josefa Joaquina Ruiz de Contreras y Vargas Machuca, VII condesa de Alcudia, grande de España, y VI marquesa de Campo Fuerte Le sucedió su hijo:
- Fernando de Aguilera y Contreras (Madrid, 20 de agosto de 1784-Madrid, 2 de mayo de 1838), VIII conde de Alba de Yeltes,[16] VIII conde de Alcudia,[17] XV marqués de Cerralbo,[18] dos veces grande de España, X marqués de Almarza,[16] VII marqués de Campo Fuerte,[16] VII conde de Casasola del Campo,[16] XIV marqués de Flores Dávila,[16] X conde de Foncalada,[16] conde de Fuenrubia,[19] V conde de la Oliva de Gaytán,[16] XIII conde de Villalobos,[16] embajador extraordinario en Sajonia (1819), presidente del Consejo de las Órdenes, caballero de la Orden del Toisón de Oro, de la Orden de Alcántara, Gran Cruz de Carlos III y prócer del Reino.

El 26 de diciembre de 1807 casó en Madrid con María de las Angustias Fernández de Córdoba y Pacheco, hija de Manuel Antonio Fernández de Córdoba y Pimentel, VIII marqués de Mancera, grande de España de primera clase, marqués de Malpica, de marqués de Montalbo, y de Povar, y de María Teresa del Carmen Pacheco y Fernández de Velasco, V duquesa de Arión, grande de España. Sin descendencia, le sucedió su hermano:
- José de Aguilera y Contreras (Madrid, 23 de septiembre de 1787-Madrid, 25 de diciembre de 1872), IX conde de Alba de Yeltes,[16] XVI marqués de Cerralbo,[18] IX conde de Alcudia,[17] dos veces grande de España, XI marqués de Almarza,[16] VIII marqués de Campo Fuerte,[16] XV marqués de Flores Dávila,[16] VIII conde de Casasola del Campo,[16] XI conde de Foncalada,[16] conde de Fuenrubia,[19] VI conde de la Oliva del Gaytán,[16] alférez mayor de  Burgos, Ciudad Rodrigo y Aranda de Duero, caballero veinticuatro de Salamanca y Granada y gentilhombre grande de España con ejercicio y servidumbre de la reina Isabel II de España.

Contrajo matrimonio en Córdoba, el 11 de abril de 1815, con Francisca Valentina Becerril e Hinojosa.  Le sucedió su nieto, hijo de su hijo primogénito, Francisco de Aguilera y Becerril y de su esposa, Luisa de Gamboa y López:
- Agustín de Aguilera y Gamboa (Madrid, 1856-1 de diciembre de 1919), X conde de Alba de Yeltes,[21][22] Gran Cruz de la Real y Militar Orden de San Hermenegildo, Cruz del Mérito Militar, Cruz de la Orden militar de María Cristina, comendador de la Orden Militar de Cristo en Portugal y comendador de la Orden de Carlos III. Era hijo de Francisco de Asís de Aguilera y Becerril (Madrid, 27 de enero de 1817-Madrid 1 de julio de 1867), XV conde de Villalobos, y de Luisa de Gamboa y López.[16]

Contrajo un primer matrimonio con Amelia del Valle y Serrano de quien no hubo descendencia. Casó en segundas nupcias en 1886 con María Ada Munro Suffing, de nacionalidad británica, hija de los barones de Foulis en Escocia. Le sucedió su hijo:
- Gonzalo de Aguilera Munro (Madrid, 26 de diciembre de 1886-Salamanca, 15 de mayo de 1965), XI conde de Alba de Yeltes.[21]

Casó el 8 e febrero de 1942 con Francisca Magdalena Álvarez Ruiz (1892-1972). El 28 de agosto de 1964, en un ataque de locura, mató a sus dos hijos, Gonzalo y Agustín, de 47 y 39 años de edad, respectivamente. Le sucedió su nieta en 1967:
- Marianela de la Trinidad de Aguilera y Lodeiro (Lugo, 13 de junio de 1940- Salamanca, 18 de febrero de 2022), XII condesa de Alba de Yeltes.[21][27] Hija de Gonzalo de Aguilera Álvarez y de María de la Concepción Lodeiro López.[28]

Casó en primeras nupcias con Francisco Maíllo y Fernández y en segundas con Emilio Álvarez Sánchez. De su primer matrimonio nacieron: María Victoria, Gonzalo, y Marta Maíllo de Aguilera, casada con Luis Janini González. Sucedió su hija:
- María Victoria Maíllo y de Aguilera, XIII condesa de Alba de Yeltes,[29] casada con Jon Stuart Nelson.[21]